# Ха-Голан
Ха-Гола́н (ивр. עוצבת הגולן‎, также 474-я территориальная бригада) — территориальная бригада в составе территориальной дивизии «Ха-Башан», которая отвечает за общую безопасность в секторе Голанских высот и в секторе горы Хермон.

## История
В середине первого десятилетия XXI века было принято решение объединить бригаду «Ха-Голан» (474 бригада) и бригаду Ха-Хермон (810 бригада) в одну территориальную бригаду и назвать новую бригаду — «Ха-Голан». В рамках решения было решено, что новая объединённая бригада будет контролировать весь сектор Голанских высот и Хермона под командованием полковника Низара Фареса, который в то время был командиром бригады «Ха-Голан», а в то же время бригада «Ха-Хермон» стала резервной бригадой.
В 2009 году было принято решение вернуть ситуацию в прежнее русло и бригада «Ха-Хермон» вернулась в АОИ как отдельная территориальная бригада, сначала в составе дивизии «Гааш», а позднее в составе дивизии «Ха-Башан». В 2016 году, по итогам многолетней программы «Гидеон» было решено воссоединить бригады под командованием «Ха-Голан».